# 王禮錫

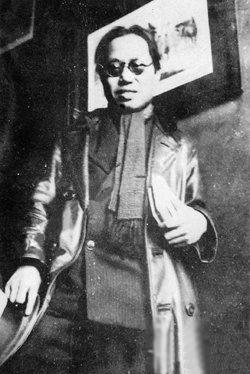
王禮錫

王禮錫（1901年3月22日—1939年8月26日）字庶三，生于江西省安福县上南乡王屯村（今洲湖镇王屯村）。中华民国政治人物、社会活动家、诗人、散文家、文学研究者，中国国民党人士。

## 生平

### 早年生涯
王礼锡6岁丧父。祖父王仁煦是光绪年间举人，曾参加辛亥革命。母亲彭淑才知书达礼。王礼锡十岁时作了第一首诗：“昨夜君入市，途中草木枯。借问傲霜菊，留得一枝无？”因获祖父赞赏，诗兴大发。后来，遵祖父教诲，不再忙于作诗，而是认真阅读名家诗集，如李义山、孟东野、李长吉等人的诗集。
1917年秋，王礼锡考入江西省立第七师范学校。1919年五四运动爆发后，王礼锡积极参加，他还阅读了许多有关新思潮的书刊，如《新青年》等。1922年初，王礼锡因为领导吉安的青年学生发动反军阀运动并要求改革教育，而被江西省立第七师范学校开除。此后，经同乡李松风介绍，转入抚州江西省立第三师范学校。毕业后，考入南昌心远大学。在南昌心远大学学习时，王礼锡获彭泽汪辟疆指点，钻研宋诗。王礼锡仰慕后山（陈师道）和东坡（苏东坡），不满宛陵（梅尧臣）和山谷（黄庭坚）。

### 大革命风云

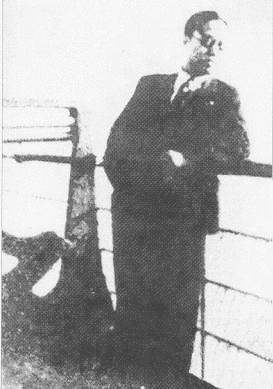
王禮錫

1925年5月，王礼锡离开南昌心远大学谋职，先后当报馆记者、编辑、中小学教员，编辑《绿波》、《青年呼声》、《新时代》等刊物。王礼锡在此期间加入中国国民党，先后在江西省、南京、北京从事党务工作，开展农民运动。
1926年底，中共中央农委书记毛泽东提议在武汉创办一所农民运动讲习所，并亲自到江西省、湖南省、湖北省的中国国民党党部，建议派代表参加该农民运动讲习所的筹备。上述三个省党部均表赞同，共推以毛泽东为首的8位筹备员，其中中国国民党江西省党部推出的筹备员为王礼锡、龚式农。1927年1月16日，中国国民党江西省党部第三届执行委员会第一次会议推定王礼锡为农民部部长，负责江西省的农民运动。农民运动讲习所筹备委员会成立后，王礼锡即到武汉参与筹备，与毛泽东等筹备员选定武昌北城角黉巷13号旧高级商业学校作为所址，学校拟定名“湘鄂赣农民运动讲习所”，经费由上述三个省分担，学生名额暂定为600人。
后来，在中国国民党中央党部的支持下，“湘鄂赣农民运动讲习所”扩大为“中国国民党中央农民运动讲习所”，并且增招浙江省、安徽省、直隶省等省学生300名，学员名额增至900名。1927年3月7日，中国国民党中央农民运动讲习所（简称“武昌农讲所”）正式开课。该所的学生经3个多月的学习及训练，毕业后作为各省农民协会特派员回到家乡。
北伐战争时期，段锡朋等人在江西省成立了中国国民党右派组织AB团，反对中国共产党及中国国民党左派。王礼锡是AB团的骨干成员。1927年4月2日，在中国共产党领导下，江西四二暴动发生，AB团被摧毁。武汉的中国国民党中央随即派员接管了中国国民党江西省党部，并于4月5日开始办公。AB团主要人员有的被捕，有的逃跑。遭拘捕的大批AB团成员于6月5号以后被朱培德释放，少数AB团成员早在四二暴动时便已逃离南昌。王礼锡也在此前后离开了南昌。

### 南京国民政府初期

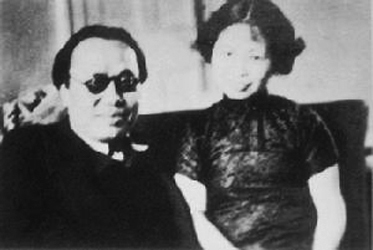
王禮錫（左）与陆晶清（右）

1927年下半年，王礼锡抵达南京，任职于国民政府军事委员会政治部宣传处，与政治部副主任陈铭枢结为朋友。1928年初，王礼锡抵达上海，参加《中央日报》的编辑工作，不久又任教于田汉主持的南国艺术学院。
1928年初，蒋介石通令各地党部一律停止活动，又委派党务指导委员赴各省及特别市整理党务。1928年3月31日，中国国民党中央执行委员会发出通告，任命各省党务指导委员会名单，其中周利生、陈礼江、王礼锡等9人被任命为江西省党务指导委员会委员。同年5月17日，中国国民党江西省党务指导委员会正式成立。王镇寰、邹曾侯、王礼锡、刘抱一等6名江西省党务指导委员到会，以王镇寰、邹曾侯、王礼锡3人为常务委员，周利生为组织部长，陈礼江为宣传部长。
此前，1927年底，江西省的中国国民党党务已基本被改组派掌握。中国国民党中央任命江西省党务指导委员后，改组派以朱培德作为靠山，阻挠江西省党务指导委员到任。中国国民党中央乃下令免去改组派李尚庸的江西省建设厅厅长职务、改组派彭程万的江西省政府委员职务。但改组派在李尚庸被免职之后，随即派另一改组派成员周贯虹接任江西省建设厅厅长。改组派还策动中国国民党江西党校的学生赴中国国民党江西省党部请愿，因受警察阻拦而爆发冲突，有学生受伤，改组派乃借机召开“江西各界声讨AB团殴打党校学生大会”，指控江西省党务指导委员会为AB团（实际AB团早已在1927年4月2日被摧毁，但江西省党务指导委员中有一些原AB团成员，如王礼锡、刘抱一、曾华英等人，可以说江西省党务指导委员会以原AB团成员为骨干）。
此后，刘抱一、曾华英、邹曾侯等人乃潜赴南京向中国国民党中央进行汇报。改组派随即也派代表团到中国国民党中央请愿。双方人员抵达南京后，段锡朋以中国国民党南京市党部的名义致函南京警察厅，指控改组派派赴南京者为“图谋不轨”的“共党分子”，要南京警察厅紧急处置。刘抱一、曾华英、邹曾侯也以中国国民党江西省党部的名义，向南京警察厅指控改组派代表为“通共分子”及“共产分子”。南京警察厅厅长孙伯文便派出警察，将能找到住址的改组派代表拘留。改组派的另外一些人员找到李烈钧，李烈钧让孙伯文释放了改组派代表。 1929年4月底，国民政府以江西省主席朱培德奉命北伐为理由，派杨赓生代行江西省主席职务。改组派由此受沉重打击，中国国民党江西省党务被江西省党务指导委员会掌控。
1928年秋，南国社解散，南国艺术学院随之停办，王礼锡便赴北平办平民学校。其间，王礼锡领导了学生运动，并常在北平《民国日报》上刊文，宣传工人运动。此时，王礼锡结识了在《民国日报》社任副刊编辑的陆晶清女士。1931年春，二人在日本东京结婚。
1929年，陈铭枢在上海出资接办神州国光社，请王礼锡主持。王礼锡任该社总编辑之后，开始出版进步书籍，并与进步作家签订印书合同。1930年6月，王礼锡主编的《物观文学史丛书》由神州国光社开始印行，该丛书中包括王礼锡著的《李长吉评传》和陆晶清著的《唐代女诗人》。《李长吉评传》是首部论述唐朝诗人李贺的专著，曾获朱自清、周阆风好评。
1931年2月17日，王礼锡夫妇主编的综合性期刊《读书杂志》创刊号在日本东京编成，同年6月出刊。《读书杂志》连续出版了《中国社会史论战》的4个专辑，各党派、无党派的作者均有，其中有张闻天、李季、周谷城等名士，在学术界及文化界引發轰动。《读书杂志》还就国际及国内形势先后出版专号，如1931年九一八事变后，《读书杂志》第一卷第7、8期合刊《东北与日本》专号，还特别刊登《田中义一的满蒙积极对策奏章》、《日本满蒙权益拥护秘密会议记录》。
1924年至1932年，王礼锡所作诗歌，后结集为《市声草》，1933年2月由上海神州国光社出版，其中包括《市声集》、《风怀集》、《流亡集》、《困学集》四辑。

### 流亡欧洲

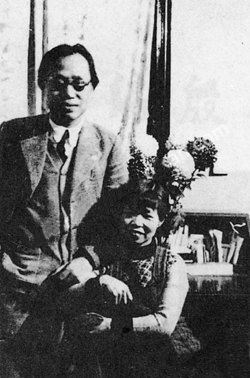
王禮錫（左）与陆晶清（右）

神州国光社出版了不少马克思主义书籍及左翼文艺作品，因而触犯了国民政府。1933年3月，国民政府让王礼锡以铁道部专员的名义赴英国考察。王礼锡夫妇乃被迫赴英国。不久，陈铭枢因在中国难以立足，也到欧洲考察。陈铭枢与王礼锡见面后，曾多次商谈，策划成立组织，开展反蒋活动，后来陈铭枢先期回国。
1933年10月，应李济深、陈铭枢的邀请，王礼锡归国参加福建的“闽变”。在福州，王礼锡与胡秋原共同起草重要文件。同年11月20日上午，王礼锡作为江西代表出席了“中华全国人民临时代表大会”，会议决定成立中华共和国人民革命政府。王礼锡任中华共和国人民革命政府文化委员会秘书长兼民众训练处负责人。1934年1月14日，南京国民政府的军队占领福州，“闽变”失败，主要领导人遭到通缉。1934年1月15日晨，王礼锡、胡秋原等乘坐日本商船离开福州赴香港。1月19日，王礼锡乘坐意大利佛尔第号邮轮再度流亡英国。
1935年，王礼锡在英国参与发起成立英国首个援华组织“中国人民之友社”，并被推举为该社名誉秘书长。
1936年5月25日，在巴黎发行的《救国时报》刊登了王礼锡的《论准备》一文，文中提出各种事例表明，南京国民政府当时“准备抗日”是假，准备投降日本是真。同年6月20日，《救国时报》刊登了王礼锡的《论再准备》一文，文中指出了南京国民政府空谈准备抗日而不作实际准备的原因，并指出只有联合中国共产党及抗日军民，联合苏联，动员民众抗日，方可救国。上述两篇文章在中国内外引發强烈反响。此后，王礼锡多次在《救国时报》上发表文章鼓吹抗日救国。
1936年夏，世界和平人士决定举办“世界和平运动大会”（又称“国际反侵略运动大会”），由世界各地代表共同讨论防止战争、维护和平的办法。中国各方代表抵达布鲁塞尔与会者共14人，王礼锡作为英国伦敦华侨抗日救国会的代表与会，并任中国代表团秘书，与陈铭枢、陶行知、胡秋原参加了大会主席团。1936年9月3日，世界和平运动大会在布鲁塞尔开幕，与会者有35国代表共4000多人，各国来宾10000多人。王礼锡作为中国代表团代表在大会上发言，呼吁各国人民声援中国人民抗日。大会决定在布鲁塞尔设“世界和平运动总会”，大会最后宣读了王礼锡起草的大会宣言。后来，1938年1月23日，世界和平运动总会中国分会在汉口成立，宋庆龄任名誉主席，宋子文任理事会主席，王礼锡任欧洲局主任，并担任驻伦敦代表兼秘书。
1936年10月间，王礼锡、陆晶清共同来到法国巴黎。经王礼锡倡导及推动，成立了以欧洲各国的中国留学生为主的“全欧华侨抗日联合会”，陶行知、钱俊瑞、陈铭枢等作为来宾参加该会。同年11月22日，沈钧儒等救国会七君子在上海被南京国民政府逮捕后，王礼锡促成世界和平运动总会以全体理事的名义致电南京国民政府，要求将救国会七君子立即释放。
1933年至1938年，王礼锡旅居欧洲期间，以笔名“Shelley Wang”发表诗作，被欧洲文坛誉为“东方的雪莱”。王礼锡在海外所作诗歌，后结集为《去国草》，中国诗歌出版社出版。王礼锡在海外所作随笔，后结集为《海外杂笔》、《海外二笔》，由中华书局先后出版。

### 抗战爆发

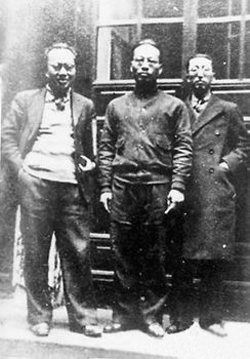
王禮錫（左）

1937年七七事变爆发后，1937年8月10日，王礼锡代表“中国人民之友社”执笔写下援华抗日公开信，向英国各报馆及杂志社发出，呼吁英国民众及舆论声援，要求英国政府向中国提供军械抵抗日军侵略。此后，王礼锡参与组织“全英援华运动委员会”，并被推举为副会长。全英援华运动委员会发起了抵制日货运动、督促政府运动、宣传、救济。1938年7月初，国军获台儿庄大捷时，王礼锡提请全英援华运动委员会举办庆祝大会，并在各个地铁站贴出通告，在各个学校、书店散发传单。其间，王礼锡还到英国各地进行了上百次演讲。1937年10月6日，经王礼锡组织，全英援华运动委员会成立医药组（后改为救济组），将药品、旧衣物、食品等运往中国抗日前线。 1938年7月，在王礼锡努力之下，经过全英援华运动委员会提议，巴黎国际反轰炸大会通过了在中国创办“国际和平医院”的方案。
1938年2月，在英国伦敦召开“救中国救和平世界大会”（又称“世界援华制日大会”），王礼锡参加了大会的筹备工作，为大会决议援助中国抗战、制裁日军侵略出力甚多。同年7月，王礼锡又出席了在巴黎召开的“全世界反对轰炸非战区未设防的城市及恢复和平大会”，简称“反轰炸大会”，参加大会的有40多个国家的1000多名代表。大会通过了王礼锡以全英援华运动委员会名义提出的六大纲领为蓝本起草的关于中国的决议。
1938年7月24日，全英援华运动委员会与法国的“中国人民之友社”联合举办“世界援华大会”，10个国家的援华运动领导人与会，中国与会者有王礼锡及中国驻苏联大使余铭。此次会议的主要议题为建立援华运动大联系，推定全英援华运动委员会为国际联系中心。
1938年10月，王礼锡、陆晶清夫妇自英国伦敦启程归国。在即将离开伦敦时，全英援华运动委员会秘书长侯德门女士等人设告别酒会为二人饯行，中国驻英国大使郭泰祺、印度领袖尼赫鲁等几十人参加告别酒会。王礼锡即席朗诵英文诗《再会，英国的朋友们！》：

再会，英国的朋友们！

我要归去了，

……我要归去了，

回到我的国土——他在新生，

现在的血海中，

正崛起一座新的长城。

它不仅是国家的屏障，

还要屏障正义与和平。

一块砖，一滴血；

一个石头，一颗心。

我去了，

我去加一滴赤血，

加一颗火热的心。

不是长城缺不了我，

是我与长城相依为命。

没有我，无碍中华的新生；

没有中华，世界就塌了一座长城。
英国女诗人华尔纳在英国广播电台朗诵了王礼锡的这首英文诗，华尔纳说：“我是含着骄傲的热泪去读它。”

### 回到中国
1939年1月，王礼锡夫妇回到中国。1939年3月9日，王礼锡被任命为国民政府立法院第四届立法委员。
成立不久的国民政府军事委员会战地党政委员会正在物色人员赴抗日前线工作，王礼锡主动向战地党政委员会副主任委员李济深请求前往，李济深乃任命王礼锡为冀察绥晋党政指导员，“作家战地访问团”遂产生。该团由14名作家组成，王礼锡任团长，宋之的任副团长，团员有葛一虹、杨朔等人。
1939年6月14日，作家战地访问团在重庆生生花园举办出发仪式，周恩来、郭沫若、邵力子致勉励词，郭沫若向访问团授三角团旗，王礼锡代表该团致告别词。周恩来特嘱文艺界负责人及访问团团员要尊重王礼锡，周恩来称：
你们要尊重王礼锡，他是一位真正的爱国者。他从英国回到祖国，就是为了参加抗日救亡运动。他不图名，不图利，更不去做国民党的官，只希望马上奔赴战地当一名普通战士，竭尽绵薄。
1939年6月18日晨，作家战地访问团自重庆出发，当晚抵达内江。当天是苏联作家高尔基逝世三周年纪念日，访问团在旅馆房间内召开了一个小型纪念会，王礼锡回顾高尔基的生平，方殷等人演唱哀歌。6月19日晚，访问团到成都。6月20日晨，访问团在成都市文协分会负责人的陪同下，察看遭到日军轰炸地区。过绵阳后，道路难行，汽车经常抛锚，有时团员只好步行。途中大家坚持记日记，这些日记后来先后发表在《抗战文艺》第四、五卷各期。6月26日，访问团入陕西省。7月4日，王礼锡应邀访问西安军政首脑蒋鼎文。7月5日中午，访问团赴国军第十集团军政治部招待会。
1939年7月13日，访问团抵达洛阳的第一战区司令长官部，会见第一战区司令长官卫立煌。卫立煌对访问团冒险来到抗日前线表示赞赏，王礼锡则对卫立煌在日军进攻面前表现的镇定印象深刻。王礼锡写下《卫将军：不要紧》一文，与《铁皮闷车》、《战术无穷》作为《洛京散记》的上篇寄给香港《星岛日报》发表。
依第一战区司令长官部安排，访问团入中条山前线。白天访问团十分忙碌，晚上王礼锡写《笔征日记》及新闻报导。访问团的报导在各报刊发表，在中国内外发生较大影响，访问团被誉为“笔游击队”。
一日，访问团来到一村庄，因天气炎热，王礼锡及团员们纷纷到河中洗澡。王礼锡洗完澡后突然发烧，次日病情加重，以致无法参加某军军部举行的欢迎会。访问团决定由方殷等四人护送王礼锡过黄河赴洛阳治病。在洛阳，医生会诊认为王礼锡患黄疸病，但已延误治疗。
1939年8月26日，王礼锡在洛阳病逝。

### 身后
王礼锡病逝后，蒋介石、中共中央、延安文艺界、尼赫鲁等人均发来唁电。周恩来偕邓颖超赴重庆青年会陆晶清的住所慰问。《新华日报》1939年10月8日刊发纪念特刊，郭沫若、老舍、吴玉章、陈铭枢、邹韬奋、廖承志等人均写下纪念诗文。吴玉章在《新华日报》纪念特刊上撰文称，王礼锡是“一位诗人，一位热爱祖国、反对侵略的队员，中国在国外从事国民外交工作不可多得的一个人物”，称“他的病死，不仅是抗战中的一个损失，我们文化界的极大不幸，而且是在国际和平运动中损掉了一位战士”。《大公报》、《新蜀报》、《文艺阵地》等数十种报刊发表纪念诗文。
1939年10月7日，重庆举办追悼大会，中国国民党中央宣传部部长叶楚伧、新四军军长叶挺、文化界名人及《中央日报》、《新华日报》的部分工作人员等数百人参加追悼大会。会上，陈铭枢作为王礼锡老友致悼词，叶楚伧代表立法院讲话，王明代表中共中央发言，葛一虹代表作家战地访问团发言。
1939年8月28日，驻洛阳的卫立煌捐资将王礼锡安葬在洛阳北邙山麓的西峰（即洛阳龙门西山），墓前镌刻有卫立煌手书“诗人王礼锡之墓”七字。隔河东峰上，有唐代大诗人白居易墓。
2004年，王礼锡墓被洛阳市洛龙区政府部门野蛮破坏平毁，墓前石碑被砸为数段。王礼锡墓被毁，在其家乡江西省安福县引起反响，安福县强烈呼吁洛阳当局重建王礼锡墓。

## 家庭
- 曾祖父：王邦玺（1827年－1893年），字介卿，一字尔玉。同治四年（1865年）进士。
- 祖父：王仁煦（1850年－1928年），字伯兰。光绪十七年（1891年）举人，著有《算草》三种，小说《我有我》（清末活字版）。宣统元年（1909年）任江西谘议局议员。
- 叔祖父：王仁照，字仲兰。早年入维新派江标的湖南学使幕，宣统二年至三年（1910年至1911年），任吉安府师范学堂监督，晚年在家乡办学。著有《葵芳斋诗集》等。
  - 王泗原，王仁照之子。中华民国时期，历任《日新日报》、《前方日报》总编辑。中华人民共和国时期，历任教育部、出版总署编审，《中国语文教学》杂志主编，广西师范大学客座教授，中国民主促进会北京市委员会宣传部部长等职务。
- 父：王肇均（1882年－1906年），字镇垣，早逝。遗一子王禮錫，年六岁；一女王瑞英，年三岁。
- 外曾祖父：彭美，彭淑才之祖父。与王仁熙是同治四年（1865年）的同年进士。
- 外祖父：彭士荃，字沅香。彭淑才之父。清末曾任湖南省东安县知县。
- 舅：彭学浚，彭淑才之兄。王仁照的学生，清朝举人，中华民国初年国会议员。
- 舅：彭学沛，南京国民政府交通部次长、中国国民党中央宣传部部长、《中央日报》总编辑，著有《国际法概论》、《中外货币政策》、《建国概论》、《欧美日本的政党》等，1948年12月因飞机失事死亡。
- 母：彭淑才（1885年－1953年），安福县严田镇人。
- 妻：陆晶清（1907年－1993年）原名秀珍，笔名小陆、娜君、梅影、清，云南昆明人。1926年毕业于北京女子高等师范学校。1931年4月在日本东京与王礼锡结婚。王礼锡去世后，曾主编《扫荡报》副刊。1945年夏，作为《和平日报》特派记者赴欧洲采访，报道联合国大会及巴黎和会。 1948年归国，任暨南大学中国文学系教授。中华人民共和国成立后，任上海财经学院教授。1993年3月13日病逝。著有诗集《低诉》，散文集《笺素》、《流浪集》，论著《唐代女诗人》。
- 长子：王士忠，国立台湾大学教授，著有《国际贸易实务》、《南洋十年》、《英语发音学》，后定居美国休斯敦。
- 次子：王士信
- 三子：王士志，曾任记者、编辑、教师，晚年编印王礼锡文集。1989年6月因车祸去世。
  - 孙：王效祖，王士志之子，参加《王礼锡诗文集》、《王礼锡传》等书的编写。[2]